# 柳泉居

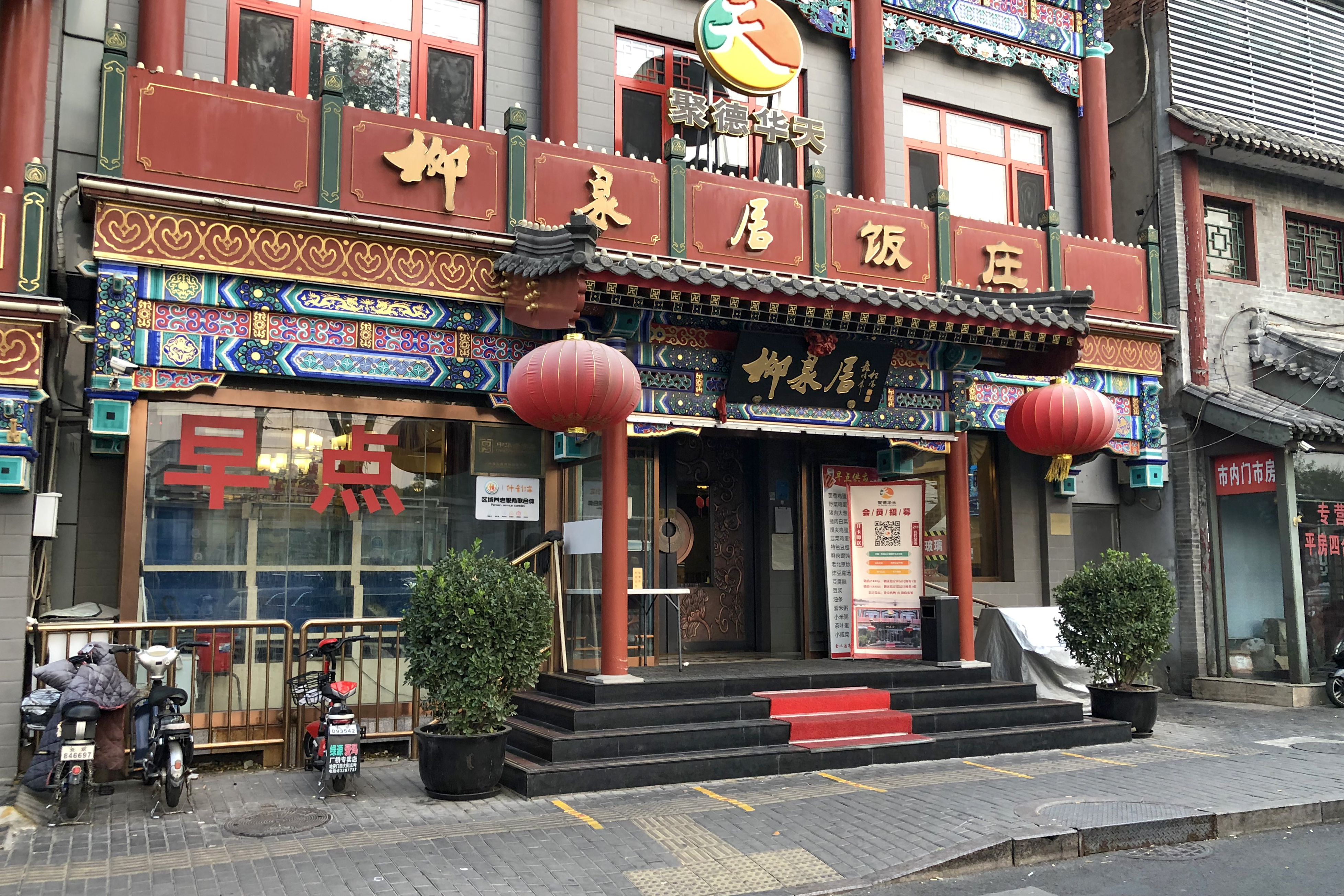
柳泉居，摄于2020年11月

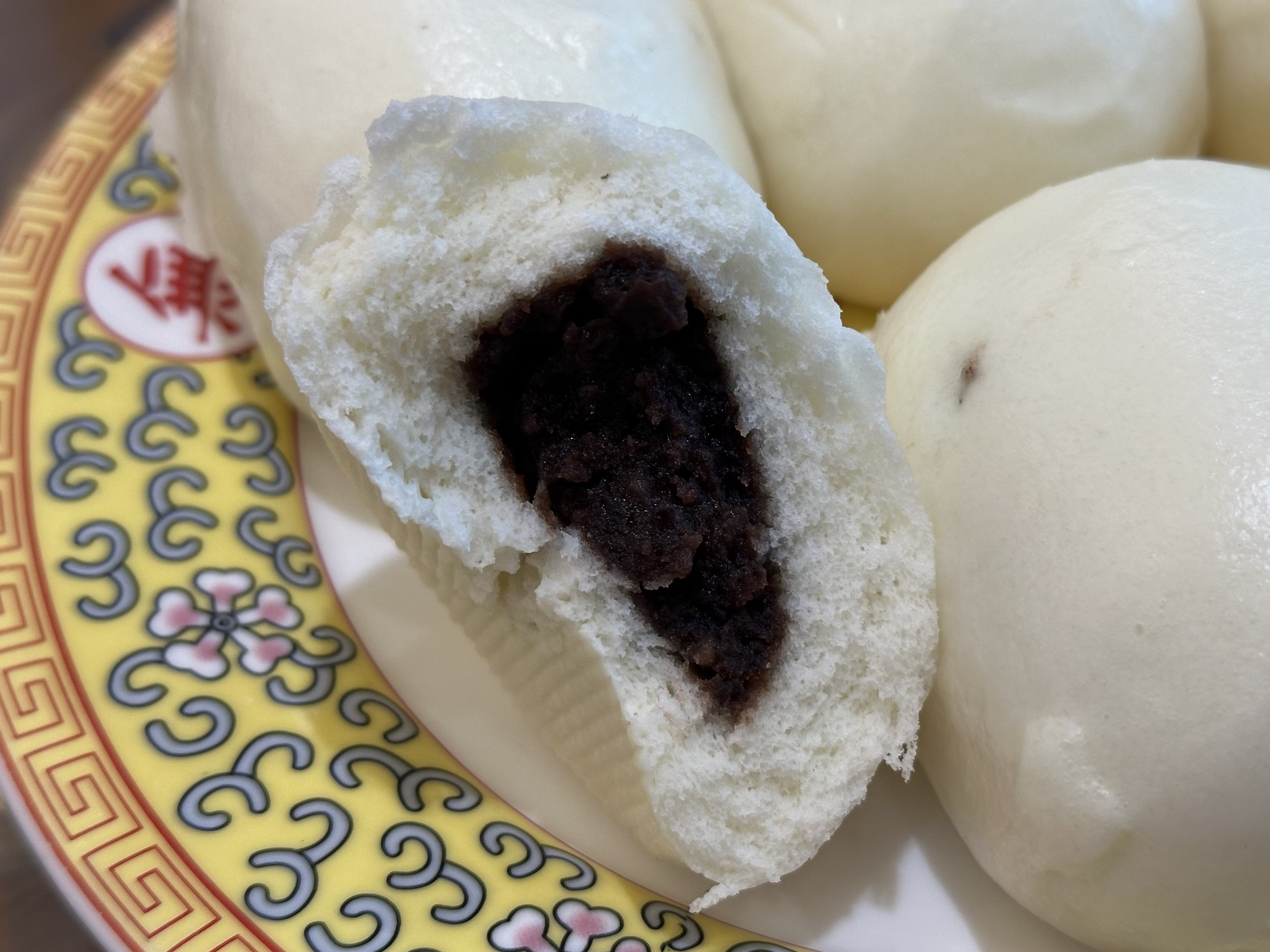
柳泉居的豆沙包

柳泉居饭庄是一家中华老字号，创建于明代隆庆元年（公元1567年），经营北京风味菜肴。初建于護國寺西口路東，因院內有一株大柳樹和一口甜水井而得名。

## 历史
柳泉居最初是一家黄酒馆，因院内一棵大柳树下有一口泉眼井，店主用泉水酿制黄酒，味道醇厚而蜚誉京都。柳泉居牌匾由明世宗嘉靖皇帝的宠臣严嵩被革职抄家后所题。一说清朝时期与“三合居”、“仙露居”并称“京城名三居”，现今“三居”仅存“柳泉居”一家，不过旧时北京「八大居」中并没有柳泉居。作家老舍的《四世同堂》与《正红旗下》均以柳泉居作为素材和背景。
1949年，柳泉居迁至西城区新街口南大街217号。2005年7月，柳泉居饭庄因北京地铁4号线施工被拆除，不过豆沙包专卖窗口仍然开业。2016年8月28日，在已被占用的原址以东街对面重新开业。

## 菜肴
柳泉居经营的菜以中档为主，豆沙包亦受到欢迎。